# Augustus Paget
Augustus Berkeley Paget (16 avril 1823 - 11 juillet 1896) est un diplomate britannique. En 1876, Paget est nommé membre du conseil privé de la reine Victoria.

## Biographie
Augustus Berkeley Paget est né le 16 avril 1823, fils du diplomate, le Rt. Hon. Sir Arthur Paget et Lady Augusta Fane. Il est le neveu du général Sir Edward Paget et petit-fils de Henry Paget (1er comte d'Uxbridge). Il fait des études privées et, en 1840, il entre au service de la couronne comme commis au département du secrétaire de la poste générale. Il est bientôt transféré à la Cour des comptes et de nouveau le 21 août 1841 au ministère des affaires étrangères .
Paget décide alors d'entrer dans le service diplomatique et, le 2 décembre 1843, obtient une nomination comme attaché temporaire à Madrid, où il reste jusqu'en 1846. Le 6 février 1846, il est nommé secrétaire du ministre des Affaires étrangères, George Hamilton-Gordon (4e comte d'Aberdeen), et le 26 juin devient le deuxième attaché rémunéré à l'ambassade britannique à Paris. Il assiste à la Manifestation du 15 mai 1848 et à l'établissement du second empire. Le 18 décembre 1851, il devient le premier attaché rémunéré. Le 12 février 1852, il est promu secrétaire de légation à Athènes à une époque où les relations diplomatiques avec la Grèce sont plus ou moins en suspens, de sorte que sa position est particulière et exige beaucoup de tact. Le 8 décembre 1852, il se rend en Égypte et y est consul général jusqu'au 19 février 1853, retourne en Angleterre en congé le 27 mai 1853 et est muté à La Haye comme secrétaire de légation le 14 janvier 1854. Il y est chargé d'affaires du 7 mai au 21 octobre 1855, puis du 3 juillet au 24 août 1856. Il est muté à Lisbonne le 18 février 1857 et est chargé d'affaires du 9 juillet 1857 au 14 janvier 1858. Le 1er avril 1858, il est envoyé à Berlin et exerce les fonctions de chargé d'affaires du 17 juin au 20 novembre 1858. Le 13 décembre 1858, il est nommé envoyé extraordinaire et ministre plénipotentiaire auprès du roi de Saxe. Le 6 juin 1859, il accède au poste de ministre à la cour de Suède et de Norvège, mais le 6 juillet, il est transféré à celle du Danemark .
En tant que ministre à Copenhague, Paget voit l'avènement de Christian IX à la fin de 1863 et joue un rôle de premier plan dans la Guerre des Duchés en 1864. Sa position n'est pas non plus beaucoup moins difficile lorsqu'en 1866 la Prusse médite la guerre contre l'Autriche. Le 9 juin 1866, il est envoyé au Portugal comme envoyé extraordinaire. Nommé le 6 juillet 1867 en Italie comme envoyé extraordinaire et ministre plénipotentiaire auprès de Victor-Emmanuel II, il représente la Grande-Bretagne en Italie pendant l'une des périodes les plus critiques de l'histoire italienne ; il voit l'entrée des troupes italiennes à Rome et le début d'une nouvelle ère de vie nationale. Il est admis qu'en cette période éprouvante, son tact a été remarquable. Il reste longtemps en Italie, devenant ambassadeur extraordinaire le 24 mars 1876. Le 12 septembre 1883, il quitte ce poste et, après une courte période de congé, devient ambassadeur à Vienne le 1er janvier 1884, restant jusqu'au 1er juillet 1893 .

## Famille
Paget épouse en 1860 Walburga von Hohenthal. Le couple a trois enfants:
1. Victor Frederick William Augustus Paget (1861–1927), lieutenant-colonel
2. Alberta Victoria Sarah Caroline Paget (1863–1944), épouse Robert Windsor-Clive (1er comte de Plymouth), GBE, CB, PC (1857–1923)
3. Ralph Paget (en) (1864–1940) KCMG, CVO, PC

Sir Augustus meurt le 11 juillet 1896 et est enterré dans le cimetière de Tardebigge, Worcestershire, à côté du terrain familial des comtes de Plymouth. Plus tard, sa femme devient célèbre en publiant des mémoires de sa vie dans leurs différentes ambassades.